# جولي يي فينغ
جولي يي فينغ (بالصينية: 叶枫) هي مغنية وممثلة تايوانية، ولدت في 19 أكتوبر 1937 في الصين.

## وصلات خارجية
- جولي يي فينغ على موقع IMDb (الإنجليزية)
- جولي يي فينغ على موقع قاعدة بيانات الفيلم (الإنجليزية)